# Christoph Grissemann

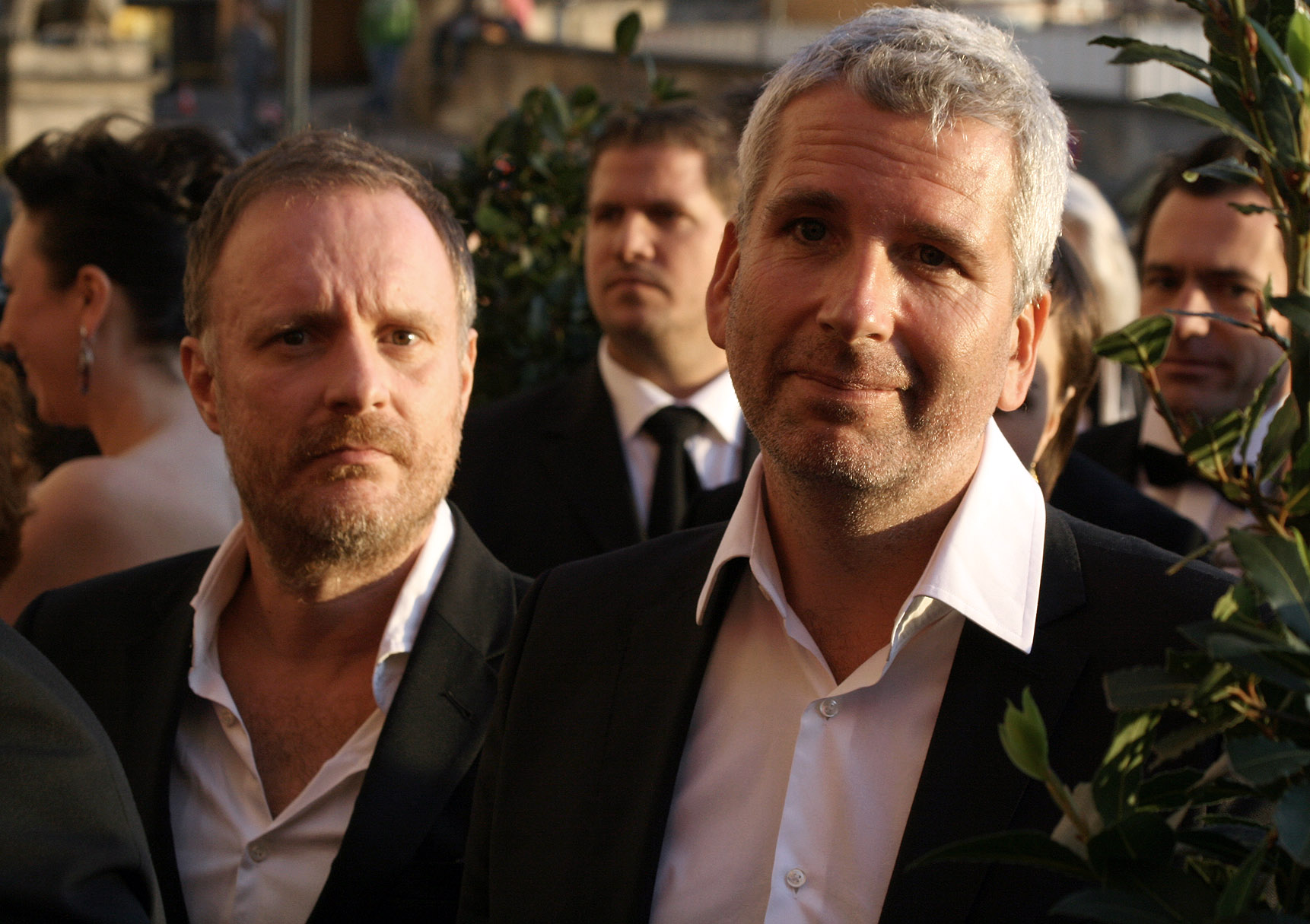
Christoph Grissemann (links) mit Dirk Stermann 2012

Christoph Grissemann (* 17. Mai 1966 in Innsbruck, Tirol; vollständiger Name Christoph Mark – als Künstlername Christoph Maria – Grissemann) ist ein österreichischer Kabarettist sowie TV- und Radio-Moderator.

## Leben und Werk

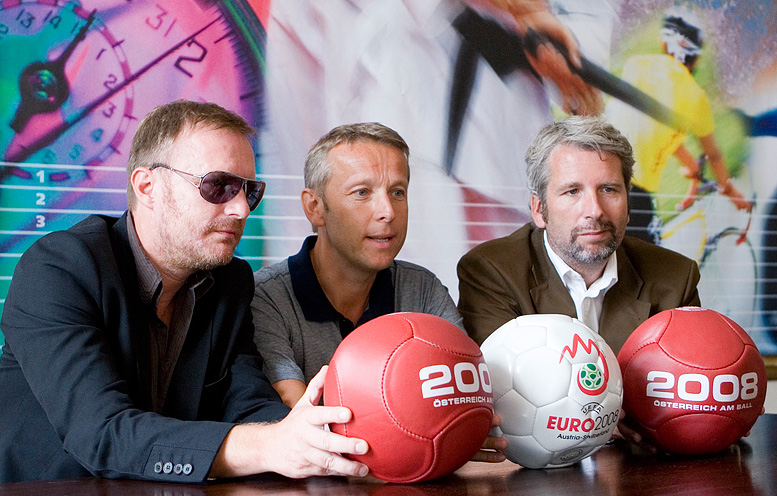
Christoph Grissemann (links) bei Dreharbeiten zu einer Willkommen Österreich-Folge mit Sportstaatssekretär Reinhold Lopatka und Dirk Stermann im August 2007.

Christoph Grissemann absolvierte seine Matura am BG und BRG Baden Biondekgasse in Baden bei Wien. Schon während seiner Schulzeit war er mit Thomas Edlinger befreundet. An seiner früheren Schule, dem BG und BRG Keimgasse Mödling, waren auch Mini Bydlinski, Wolfgang Fifi Pissecker und Florian Scheuba, Mitglieder der späteren „Hektiker“. Danach studierte er vier Jahre Germanistik, Publizistik und Theater-, Film- und Medienwissenschaft in Wien, brach das Studium jedoch ab, und leistete Zivildienst im Flüchtlingslager Traiskirchen.
Seit 1988 arbeitet er für den ORF, zunächst in der Redaktion der Ö3-Sendung ZickZack, wo er Dirk Stermann kennenlernte. Seit 1990 ist er an der Seite von Stermann die österreichische Hälfte des Komiker-Duos Stermann & Grissemann, das in Österreich vor allem durch die Radiosendung Salon Helga Kultstatus erlangte.
1997 bis 2011 arbeitete er auch in Deutschland für Radio Eins. Dort präsentierte er zusammen mit Dirk Stermann die Sendung Show Royale, die dem gleichen Prinzip folgte wie Salon Helga. Im Roman Heinz Strunk in Afrika (2011) von Heinz Strunk wird eine Reise nach Kenia beschrieben, die Strunk und Grissemann zusammen unternahmen.
In den Jahren 2004, 2005 und 2007 moderierte er gemeinsam mit Dirk Stermann den Protestsongcontest im Wiener Rabenhof Theater.
Seit 2007 moderiert er zusammen mit Dirk Stermann die Late-Night-Show Willkommen Österreich.
Er spielte auch in der Sendung Dorfers Donnerstalk als Nebendarsteller in verschiedenen Sketchen mit.
Im Dezember 2012 moderierte er gemeinsam mit Dirk Stermann die nach den beiden benannte satirische Spielshow Keine Chance – Die Stermann gegen Grissemann Show. Im Oktober 2024 feierte er gemeinsam mit Robert Stachel mit dem Programm Rouladen Premiere.
Außerdem wirkt Christoph Grissemann als Werbesprecher sowie als Testimonial (unter anderem für Verbund) und als Off-Stimme für diverse Fernsehproduktionen.

## Privat
Christoph Grissemann ist der Sohn des österreichischen Radio- und Fernsehmoderators Ernst Grissemann. Sein Bruder ist der Filmkritiker und Profil-Redakteur Stefan Grissemann.
Grissemann ist ledig und kinderlos.

## Werke

### Bücher
- mit Dirk Stermann: Als wir noch nicht von Funk und Fernsehen kaputtgemacht geworden sind? (= Sumpfbuch. Band 6). Edition selena, Wien 1998, ISBN 3-85266-089-0.
- mit Dirk Stermann: Immer nie am Meer (mit den geheimen Tagebüchern von Verona Feldbusch & Dieter Bohlen). 2. Auflage. Edition selena, Wien 1999, ISBN 3-85266-115-3.
- mit Dirk Stermann: Willkommen in der Ohrfeigenanstalt. Hoanzl, Wien 2002, ISBN 3-902309-01-6.
- mit Dirk Stermann: Be Afraid, Honey … It's FM4. Die geheimen Anstalts-Tagebücher. Edition selena, Wien 2004, ISBN 3-85266-256-7.
- mit Dirk Stermann: Debilenmilch. Auf den Spuren des legendären Kaffeerösters Bruno A. Sauermann. 5. Auflage. Tropen Verlag, Berlin / Stuttgart 2009, ISBN 978-3-608-50401-9.
- mit Dirk Stermann: Speichelfäden in der Buttermilch (= Gesammelte Werke. Band 1). Tropen Verlag, Stuttgart 2011, ISBN 978-3-608-50404-0.
- mit Ernst Grissemann (Hrsg.): Klappe, Santa! Weihnachten ernst und christoph. Residenz Verlag, St. Pölten / Salzburg 2011, ISBN 978-3-7017-1581-7 (Mit Texten von Bertolt Brecht, Robert Gernhardt, Max Goldt, Erich Kästner, Alfred Polgar u. a.).
- mit Rocko Schamoni: Ich will nicht schuld sein an deinem Niedergang: Ein moderner Briefwechsel. Hrsg.: Thomas Edlinger. Piper Verlag, 2016, ISBN 978-3-492-05777-6.

### Filmauftritte
- Frau Pepi und die Buben (1996, Fernsehserie)
- Mah Jongg & Die Frisur des Paten (Ö 1996, Kurzfilm, Regie: Antonin Svoboda)
- Schöne Show (1997, Fernsehserie)
- Blech oder Blume (1997, Fernsehserie)
- Suite 16 (1998, Fernsehserie)
- Kommissar Rex (Ö 1999, Regie: Bodo Fürneisen, Folge 5.8. Giftgas, Gastauftritt als „Informant“)
- Die kranken Brüder & ihre Schwestern (1999, Fernsehserie, 4 Folgen)
- Kulturkiste (2002, Fernsehserie)
- Nacktschnecken (Ö 2004, Regie: Michael Glawogger, Gastauftritt als „Grissemann“)
- Dorfers Donnerstalk (Ö 2004–2009, Fernsehserie, 34 Folgen)
- Heavy Burschi (Ö 2005, Kurzfilm)
- Die Katze (Ö 2006, Regie: Lukas Sturm, Kurzfilm der Reihe 8 × 45, Gastauftritt)
- Heaven (Ö 2006, Regie: David Schalko, Kurzfilm der Reihe 8 × 45, Gastauftritt)
- Immer nie am Meer (Ö 2007, Regie: Antonin Svoboda, Hauptrolle als „Manfred Anzengruber“)
- Im Anschluss: Neues aus Waldheim (Ö 2008, Fernsehserie, 1 Folge)
- Aufschneider (Ö 2010, Regie: David Schalko, Gastauftritt)
- Schnell ermittelt (Ö 2011, Regie: Andreas Kopriva, Gastauftritt als „Walter Bachmann“)
- Vatertag (Ö 2012, TV)
- Schlawiner (Fernsehserie, Ö 2013, Gastauftritt, Folge: Landpartie)
- Landkrimi – Alles Fleisch ist Gras (Ö 2014, Regie: Reinhold Bilgeri)
- Drei Eier im Glas (Ö 2015, Regie: Antonin Svoboda, Hauptrolle als „Dragan Kuhl“)
- 12 Points (2015, Kurzfilm)
- Vorstadtweiber (Fernsehserie, Ö 2018, Nebenrolle als „Werner Vogel“)
- Neue Geschichten vom Franz (Ö/D 2023, als Kaufhausdetektiv)

### Hörbücher
- mit Dirk Stermann: Das Ende zweier Entertainer. Live-Mitschnitt Audimax Uni Wien, 1. Mai ’99. Hoanzl, Wien 1999, ISBN 3-900625-15-8 (2 CDs; Lizenz der Edition selene).
- mit Dirk Stermann: Karawane des Grauens. Live-Mitschnitt aus dem Audimax Wien, Dezember 2000. Hoanzl, Wien 2000, ISBN 3-900625-16-6 (2 CDs).
- mit Dirk Stermann: Willkommen in der Ohrfeigenanstalt. Live-Mitschnitt aus dem Vindobona Wien, Juni 2003. Hoanzl, Wien 2003, ISBN 3-902309-83-0 (2 CDs).
- mit David Schalko, Josef Hader, Dirk Stermann: Wir lassen uns gehen. Livemitschnitt aus dem Wiener WUK Dezember 2007. Universal Music Austria, Wien 2009, ISBN 978-3-9502651-2-5 (2 CDs).
- Hertha Kratzer: Keltische Sagen. Gelesen von Christoph Grissemann. Verlag Carl Ueberreuter, Wien 2010, ISBN 978-3-8000-8056-4 (3 CDs).
- Hertha Kratzer: Die Irrfahrten des Odysseus – Der Kampf um Troja. Gelesen von Christoph Grissemann. Verlag Carl Ueberreuter, Wien 2010, ISBN 978-3-8000-8057-1 (4 CDs).
- Hertha Kratzer: Die Irrfahrten des Odysseus – Die Odyssee. Gelesen von Christoph Grissemann. Verlag Carl Ueberreuter, Wien 2011, ISBN 978-3-8000-8063-2 (3 CDs, ca. 146 Min.).
- Hertha Kratzer: Die Nibelungen. Gelesen von Christoph Grissemann. Verlag Carl Ueberreuter, Wien 2011, ISBN 978-3-8000-8075-5 (3 CDs, ca. 204 Min.).
- Hertha Kratzer: König Artus und die Ritter der Tafelrunde. Gekürzte Lesung. Gelesen von Christoph Grissemann. Verlag Carl Ueberreuter, Wien 2011, ISBN 978-3-8000-8081-6 (3 CDs, ca. 200 Min.).